# Mihály Berecz
Mihály Berecz (* 1997 in Budapest) ist ein ungarischer Pianist.

## Leben und Wirken
Berecz begann mit sechs Jahren zunächst Geige zu lernen, wandte sich später aber dem Klavierspiel zu. Er studierte in London an der Royal Academy of Music bei Christopher Elton und schloss sein Studium mit dem First Class Honours Bachelor of Music ab. Ab 2023 folgte ein Masterstudium bei Kirill Gerstein an der Hochschule für Musik Hanns Eisler in Berlin. 2021 gewann Berecz den Liszt-Bartók-Preis beim 15. Concours Géza Anda. 2023 wurde er beim 21. Kissinger Klavierolymp mit dem 1. Preis ausgezeichnet. Zwischen 2020 und 2022 führte er im Rahmen eines Stipendiums der Ungarischen Akademie der Künste das gesamte Solowerk von Béla Bartók in acht Konzerten in der Marmorhalle des Ungarischen Rundfunks auf.